# Syke
Se även Hamadryader
Syke är en stad i Landkreis Diepholz i förbundslandet Niedersachsen i Tyskland. 